# Deutsche Schule Santa Cruz de Tenerife
Die Deutsche Schule Santa Cruz de Tenerife (DST) ist eine anerkannte Deutsche Auslandsschule auf Teneriffa.
Die Schule wird überwiegend von spanischen Schülern besucht; der Unterricht ist weitgehend deutschsprachig. Der Besuch des schuleigenen, deutschsprachigen Kindergartens wird deshalb in der Regel vorausgesetzt.

## Struktur
Die Deutsche Schule Santa Cruz de Tenerife umfasst folgende Teilbereiche:
- Kinderkrippe (Kinder ab 2 Jahren)
- Kindergarten (Kinder im Alter von 3 bis 5 Jahren)
- Grundschule (Primarstufe, Jahrgangsstufen 1–4)
- Orientierungsstufe (Sekundarstufe I, Jahrgangsstufen 5–6)
- Gymnasium und Gesamtschule (Sekundarstufe I/II, Jgst. 7–12)

In allen Teilbereichen gibt es in der Form einer offenen Ganztagsschule im Anschluss an den planmäßigen Unterricht die Möglichkeit einer freiwilligen Nachmittagsbetreuung (Arbeitsgemeinschaften, Hausaufgabenbetreuung).
Mit Ausnahme des Kindergartens wird die Schule personell und finanziell durch die Zentralstelle für das Auslandsschulwesen (ZfA) gefördert. Im Rahmen der personellen Förderung sind an der Schule 12 (einschließlich Schulleiter) beamtete und aus dem innerdeutschen Schuldienst beurlaubte Auslandsdienstlehrkräfte (ADLK) beschäftigt. Die anderen etwa 45 Ortslehrkräfte (OLK) und Erzieherinnen sind unmittelbare Angestellte der Schule.

## Abschlüsse

### Hochschulzugangsberechtigung
Die Schule besitzt nach einem Beschluss der KMK vom 31. Mai 1990 die Berechtigung zur Durchführung der Reifeprüfung (Abitur) für deutsche und spanische Schüler am Ende der zwölften Klasse. Das nach erfolgreichem Abschluss an der Schule erworbene Abitur berechtigt zum Studium an einer Hochschule (Universität oder Fachhochschule) in der Bundesrepublik Deutschland.
Auf der Grundlage des Real Decreto 806/1993 des Königreichs Spanien berechtigt das Abitur ebenfalls zum Studium an einer spanischen Hochschule. Das Abitur entspricht nach der Neuregelung des spanischen Universitätszugangs (Pruebas de Acceso a Estudios Universitarios, kurz: PAU) im Jahr 2010 dem verpflichtenden Teil (Fase General Obligatoria). Daneben bereitet die Schule auch auf die freiwillige zusätzliche PAU-Prüfung (Fase Específica Voluntaria) vor und nimmt diese an der Schule selbst ab.

### Weitere Abschlüsse
Durch Beschlüsse der KMK vom 15. Januar 1982 bzw. 1988 besitzt die Schule auch die Berechtigung, nach entsprechender bestandener Prüfung den Hauptschulabschluss (nach Jahrgangsstufe 9) und den Realschulabschluss (nach Jahrgangsstufe 10) zu vergeben.

### Sprachzertifikate des Goethe Instituts
Der Schule angegliedert ist ein Prüfungszentrum des Goethe-Instituts  mit deutschen Sprachkursen für Erwachsene und Schüler ab 16 Jahren, das den internen bzw. externen Erwerb der unterschiedlichen Zertifikate des Goethe-Instituts von A1 bis C1 und  Test-DaF anbietet Ferner vermittelt das Prüfungszentrum Sprachreisen des Goethe-Instituts  in die BRD an und arbeitet mit Institutionen bzw. Schulen  zusammen, die Deutschunterricht auf den kanarischen Inseln anbieten. Kulturelle Veranstaltungen im Bereich deutscher Kultur gehören ebenso zu dem Tätigkeitsbereich der Institution.

## Schulentwicklung

Offizielles Gütesiegel

Mit der Gründung einer Steuergruppe, in der Lehrkräfte, Mitglieder der Schulleitung und des Vorstandes, Eltern und Schüler vertreten sind, begann an der Schule bereits im Jahr 2004 die bewusste Auseinandersetzung mit der Qualitätsentwicklung und -sicherung des Unterrichts, des Personals und der Organisationsstrukturen. Mit der Veröffentlichung eines Qualitätsrahmens für Deutsche Schulen im Ausland im November 2006 wurde das Pädagogische Qualitätsmanagement (PQM) dann für alle Deutschen Auslandsschulen verbindlich eingeführt.
Nach dem erfolgreichen Abschluss der Bund-Länder-Inspektion (BLI) der Kultusministerkonferenz (KMK) im Jahr 2010 wurde die Deutsche Schule Santa Cruz de Tenerife mit dem Gütesiegel Exzellente Deutsche Auslandsschule ausgezeichnet.

## Geschichte

### Schulgründung
Im Jahr 1909 schloss sich eine Gruppe von deutschen und Schweizer Familien zusammen, um eine kleine Privatschule in Puerto de la Cruz zu gründen. Ab 1919 fand im Gartenhaus des damaligen deutschen Konsuls Jakob Ahlers in Santa Cruz regelmäßiger Schulbetrieb statt. Im Jahr 1924 eröffnete der Lehrer Grähn im Gartenhaus der Familie Groth eine Grundschule. Nachdem weitere Kinder hinzukamen, wurden sie in einem deutschen Klub in der Straße Consolación unterrichtet. Beide Schulen wurden im Jahr 1927 zusammengelegt. Raymond Matthys übernahm im Herbst 1928 die Leitung der Schule in der Straße Numancia 33. Das Gebäude steht noch heute unverändert.

### Deutscher Schulverein
Am 12. November 1932 wurde ein Deutscher Schulverein als Träger der Schulen gegründet. Zu diesen Schulen gehört später auch die 1933 gegründete Deutsche Schule in Puerto de la Cruz. Außerdem wurde in Santa Cruz ein Deutscher Kindergarten eröffnet.

### Eigenes Schulgebäude
Durch die stetig wachsende Schülerzahl wurde der Bau eines eigenen, größeren Gebäudes notwendig. Am 20. Oktober 1935 wurde das Gebäude der Deutschen Schule in Santa Cruz in der Straße Enrique Wolfson 17 feierlich eingeweiht. Im Schuljahr 1935/36 zählte die Deutsche Schule 57 deutsche, 63 spanische und 11 Schüler aus anderen europäischen Ländern (Schweiz, Österreich, England, Norwegen, Tschechoslowakei). Unter der Leitung von Max Johs unterrichteten sechs Lehrkräfte an der Schule. Auf Druck der Alliierten wurde 1945 die Deutsche Schule in Santa Cruz geschlossen und das Gebäude beschlagnahmt. Es diente als Pfand für im Deutschen Reich verlorengegangene Werte. Das spanische Instituto Nacional de Enseñanza zog in die Räume ein. Im Oktober 1951 öffnete die Schule erneut. Der Unterricht wurde behelfsmäßig in einer Garage erteilt, bis 1954 der Umzug in die Villa an der Rambla 58 erfolgte. Im gleichen Schuljahr zählte man bereits wieder 95 Schüler und 74 Kindergartenkinder.

### Offizielle Anerkennung
Im Jahr 1963 erkannte die Kultusministerkonferenz (KMK) die Schule offiziell an. Zuvor hatten die spanischen Unterrichtsbehörden der Deutschen Schule bereits das Recht zugesprochen, die Bachillerato-Prüfung selbst vorzunehmen. Schließlich wurde 1966 das Schulgebäude in der Calle Enrique Wolfson 17 an den Schulverein zurückgegeben. Der Schulverein beschloss 1978 auf der Basis des Real Decreto 111 vom 12. Mai 1978 die Umstrukturierung der Schule zur Begegnungsschule, mit deutscher Reifeprüfung im Ausland als Schulabschluss. Nach langwierigen Verhandlungen mit dem Auswärtigen Amt fand im Mai des Jahres 1988 die erste Reifeprüfung statt.

### Neues Schulgebäude
Aus Platzmangel und weil Sportanlagen fehlten, erwarb der Schulverein mit Unterstützung durch das deutsche Konsulat ein neues Grundstück außerhalb der Stadt Santa Cruz. Die Grundsteinlegung für das neue Schulgebäude fand am 10. Januar 1997 in Tabaiba Alta, einem Ortsteil von El Rosario statt. 1999 zog die Schule in das heutige Gebäude um und wurde offiziell am 12. März 1999 eingeweiht. Das ehemalige Gebäude wurde an die Stadt verkauft und beherbergt seitdem deren Sprachenschule Escuela Oficial de Idiomas.